# Kaplan MT / Harimau
Kaplan MT / Harimau je lehký tank vyvinutý tureckou společností FNSS a indonéskou firmou PT Pindad. V Turecku se pro něj užívá název Kaplan MT, zatímco v Indonésii Harimau. Význam obou slov je v češtině tygr. Oficiální označení vozidla zní Modern Medium Weight Tank (MMWT).

## Vývoj

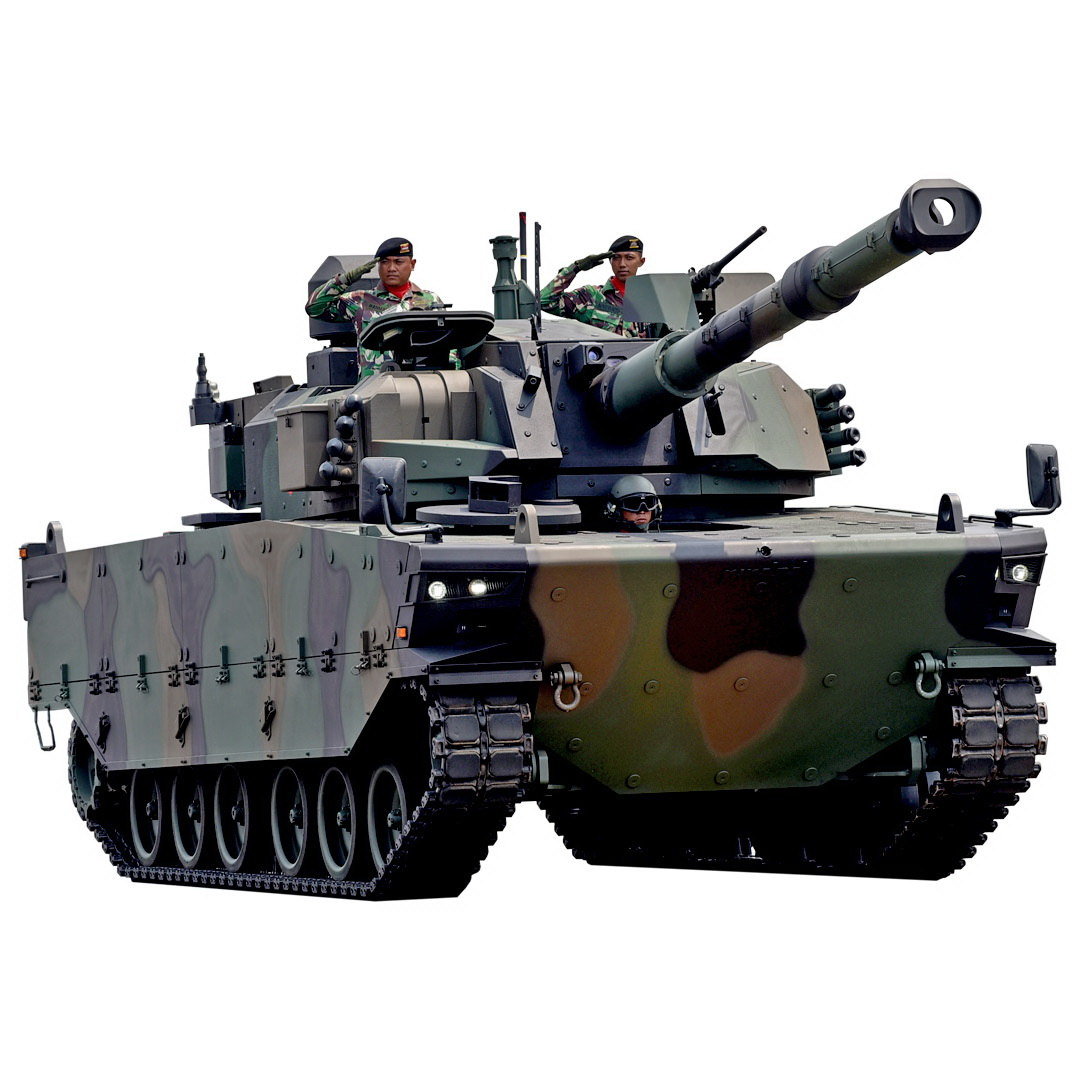
Harimau

V roce 2015 se vlády Turecka a Indonésie dohodly na společném vývoji nového lehkého tanku pro indonéskou armádu. Vývojová fáze programu měla trvat 37 měsíců, přičemž první prototyp bude vyroben v Turecku a druhý v Indonésii. Dne 1. listopadu 2016 byl na výstavě Indo Defence v Jakartě vystaven první prototyp. Hmotnost vozidla činila přibližně 35 tun a disponovalo belgickou věží společnosti CMI Defence se 105mm kanónem.
Dne 9. května 2017 byl na výstavě IDEF 2017 odhalen první prototyp tanku. Tak může být vybaven buď věží Cockerill XC-8 105 mm, nebo modulární věží Cockerill 3105. Obrněnec využívá modulární pancíř, což umožnuje jeho rychlou výměnu při poškození. Poté, co tank MMWT prošel zkouškami pro indonéskou armádu, byla 7. února 2020 oznámena jeho sériová výroba.

## Design

### Výzbroj
Ve věži se nachází 105mm kanón s automatickým nabíjením, koaxiální kulomet ráže 7,62 mm, elektronický systém řízení palby a pozorovací a zaměřovací jednotky velitele a střelce. Další kulomet ráže 7,62 mm nebo 12,7 mm lze namontovat na střechu. Kaplan je schopný odpalovat laserem naváděné protitankové řízené střely Falarick 105 s průrazností pancíře až 550 mm.

### Pancíř
Vozidlo je koncipované tak, aby odolalo střelám ráže 14,5 mm, pancéřování může být ale navýšeno na STANAG 4569 level 5, mělo by tedy odolat jakýmkoli střelám do ráže 25 mm. Podvozek je navržen do tvaru „V“, aby odolal výbuchům o síle 10 kg TNT.

### Pohon
Jako základ pro vývoj tanku posloužila podvozková platforma tureckého bojového vozidla pěchoty Kaplan-30, u které došlo k přesunutí motoru z přídě na záď. Tank pohání dieselový motor o výkonu 711 koní, což mu dává rychlost až 70 km/h na silnici.

## Uživatelé

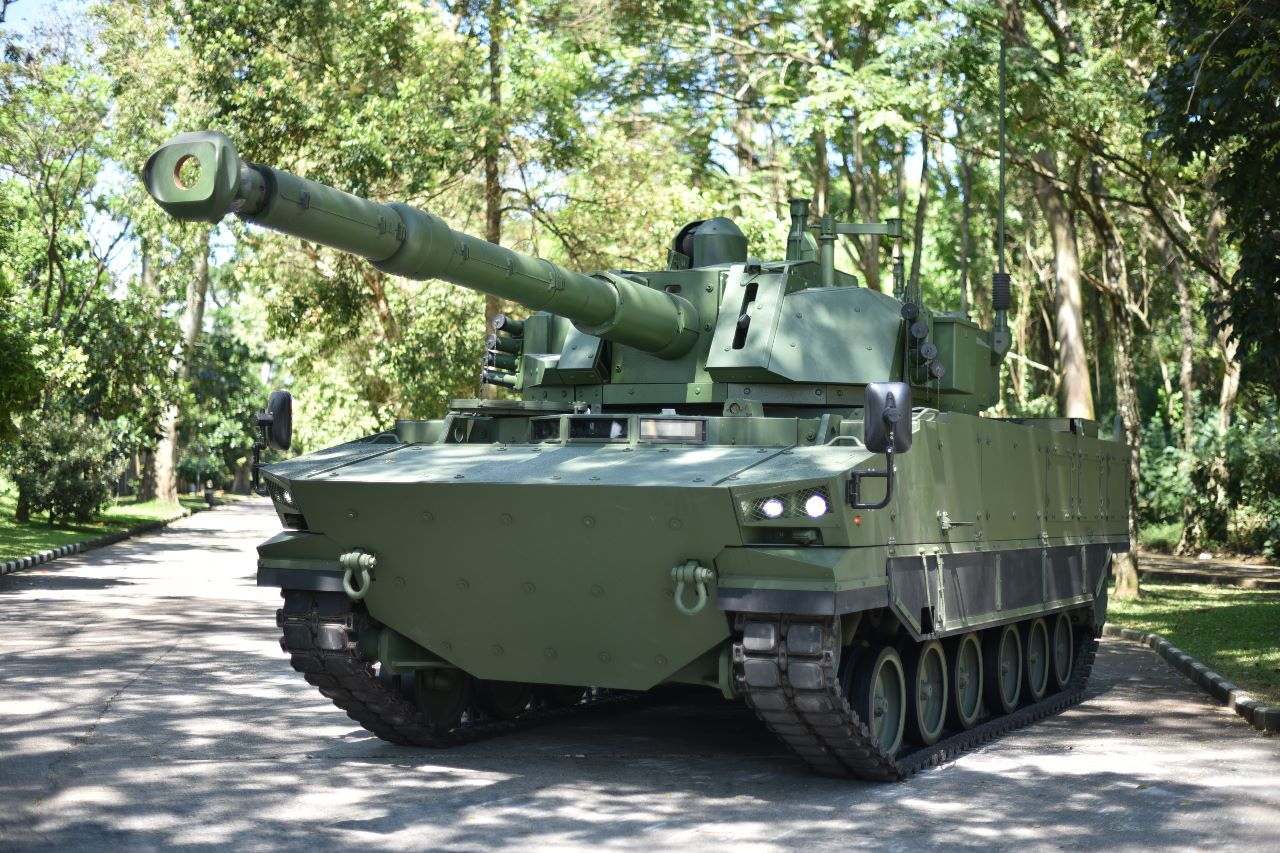
Harimau

### Současní
- Indonésie – V roce 2019 objednáno 18 kusů. Dne 28. února 2024 země převzala prvních deset tanků.[4]

### Potenciální
- Brunej – Zájem projeven v listopadu 2018.
- Ghana – V listopadu 2019 projevilo ghanské ministerstvo obrany zájem o  MMWT.[5]